# Zemljopis Dominikanske Republike
Dominikanska Republika (španjolski: República Dominicana) je zemlja u Karibima koji zauzima dvije trećine otoka Hispaniole. Ima površinu od 48.442 km ², uključujući i neka manje otoke. Kopnena granica između Dominikanske Republike i Haitija, koji zauzima zapadnu jednu trećinu otoka duga je 388 km. Maksimalna duljina, s istoka na zapad, je 390 km, a širina u smjeru sjever - jug, je 265 km. Na zapadnoj i sjevernoj strani otoka je Atlantski ocean a na jugu Karipsko more. Mona Passage kanal širok oko 130 km dijeli zemlju od Portorika.

## Statistika
- lokacija: Karibi, zauzima dvije trećine otoka Hispaniole, između Karipskog mora i sjevernog Atlantskog oceana, istočno od Haitija
- zemljopisne koordinate: 19°00′N 70°40′W
- površina
  - ukupno: 48.730 km ²
  - zemljište: 48.380 km ²
  - voda: 350 km ²
- granice
  - ukupno: 275 km
  - granične zemlje: Haiti 275 km
- obala: 1.288 km
- klima: tropska pomorska, male sezonske promjene temperature, sezonska varijacija u oborinama
- rijeke: Arroyo Blanco, Rio Yaque del Norte, Rio Jamao del Norte, Rio Isabela i Ozama.
- teren: robusna gorja i planine s mjestimičnim plodnim dolinama
- zemljišta:
  - oranice: 21%
  - trajni nasadi: 9%
  - stalni pašnjaci: 43%
  - šume i šumska područja: 12%
  - ostalo: 15% (1993 god,)
- navodnjavano zemljište: 2.300 km ² (1993. god.)
- visinski ekstremi:
  - najniža točka: Lago Enriquillo -46 m
  - najviša točka: Pico Duarte 3098 m
- prirodna bogatsva: nikal, boksit, zlato, srebro
- prirodni opasnosti: mogući uragani, poplave i suše
- okoliš: trenutni problemi manjak vode, erozija tla u more,  štete koraljnim grebenima, krčenje šuma, štete uzrokovane uraganima